# 戈爾諾馬里區

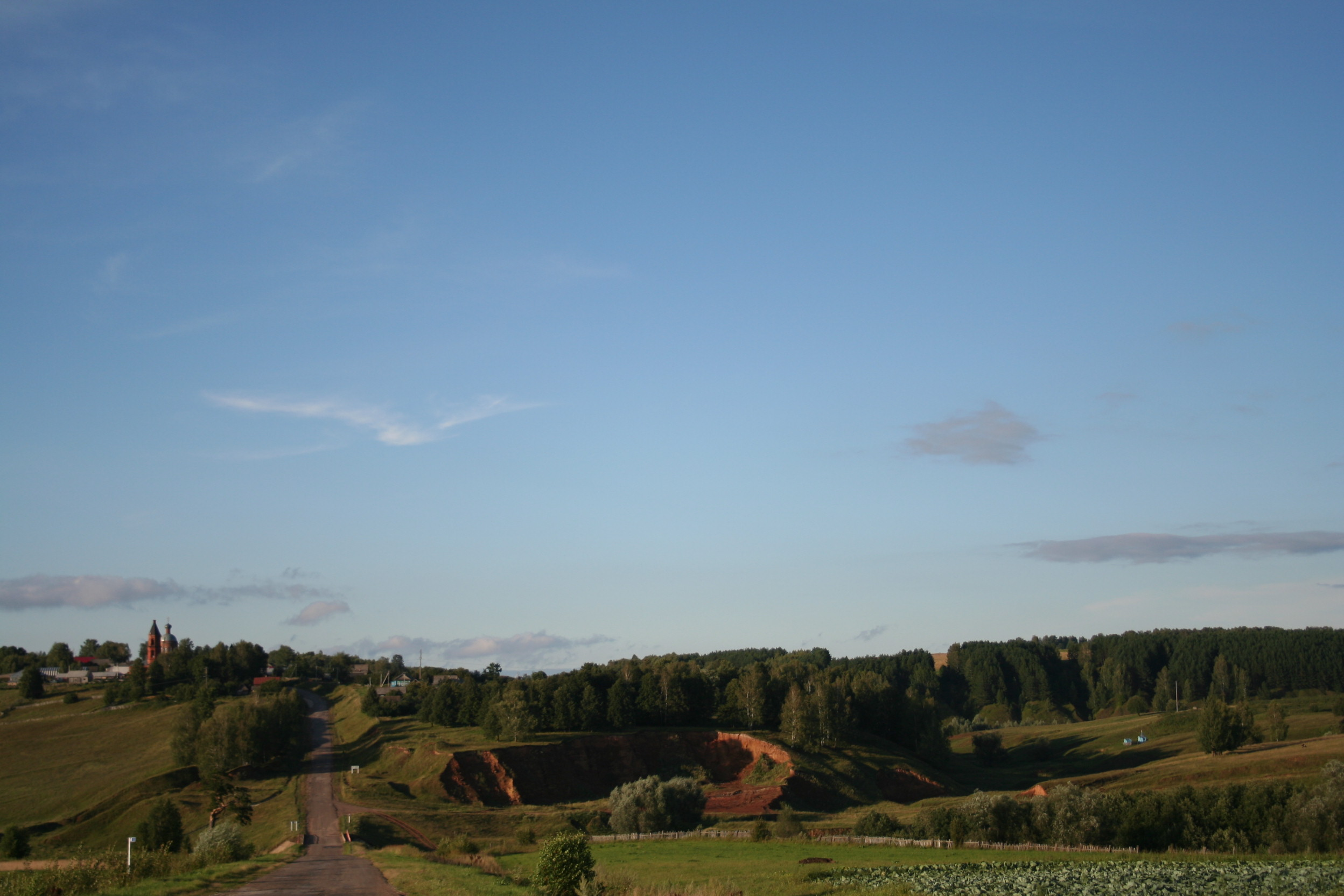

56°19′30″N 45°46′37″E / 56.325°N 45.777°E
戈爾諾馬里區（俄语：Горномарийский район），是俄羅斯的一個區，位於該國西部，由馬里埃爾共和國負責管轄，面積1,730平方公里，2010年人口25,869，人口密度每平方公里14.95人。